# Physocladia
Physocladia är ett släkte av svampar. Physocladia ingår i familjen Cladochytriaceae, ordningen Chytridiales, klassen Chytridiomycetes, divisionen pisksvampar och riket svampar.
|             | Nowakowskiella                        |
|             |                                       |
|             | Cladochytrium                         |
|             |                                       |
|             | Lacustromyces                         |
|             |                                       |
|             | Polychytrium                          |
|             |                                       |
| Physocladia | \| \| Physocladia obscura \| \| \| \| |
|             | \| \| Physocladia obscura \| \| \| \| |
|             | Saccopodium                           |
|             |                                       |
|             | Septochytrium                         |
|             |                                       |
|             | Megachytrium                          |
|             |                                       |
|             | Amoebochytrium                        |
|             |                                       |
|             | Physocladia obscura                   |
|             |                                       |

|  | Physocladia obscura |
|  |                     |